# Coppa araba FIFA 2021
La Coppa araba FIFA 2021 (in arabo كأس العرب 2021‎?) è stata la decima edizione della Coppa araba FIFA, competizione calcistica per nazionali organizzata dalla UAFA, nonché la prima svoltasi sotto l'egida della FIFA.
La fase finale della competizione si è tenuta in Qatar dal 30 novembre al 18 dicembre 2021 e ha visto la partecipazione di 16 nazionali, di cui 7 provenienti dalle qualificazioni, che hanno coinvolto 23 rappresentative del mondo arabo provenienti dall'AFC e dalla CAF. Le 32 partite della fase finale si sono svolte in 6 stadi, sedi, per altro, del campionato del mondo 2022.
A trionfare è stata l'Algeria, che, schierata con la nazionale B (priva dei calciatori militanti nei campionati europei) allenata da Rajid Bougherra, ha sconfitto in finale la Tunisia per 2-0 dopo i tempi supplementari, aggiudicandosi per la prima volta la competizione.

## Stadi
| Città ospitanti in Qatar Doha Al Khor Al Wakrah Al Rayyan | Al Khor                    | Al Khor              | Al Wakrah            |
| --------------------------------------------------------- | -------------------------- | -------------------- | -------------------- |
| Città ospitanti in Qatar Doha Al Khor Al Wakrah Al Rayyan | Stadio Al Bayt             | Stadio Al Bayt       | Stadio Al Janoub     |
| Città ospitanti in Qatar Doha Al Khor Al Wakrah Al Rayyan | Capienza: 60 000           | Capienza: 60 000     | Capienza: 40 000     |
| Città ospitanti in Qatar Doha Al Khor Al Wakrah Al Rayyan |                            |                      |                      |
| Doha                                                      |                            |                      |                      |
| Stadio 974                                                | Stadio 974                 | Stadio Al Thumama    | Stadio Al Thumama    |
| Capienza: 40 000                                          | Capienza: 40 000           | Capienza: 40 000     | Capienza: 40 000     |
|                                                           |                            |                      |                      |
| Al Rayyan                                                 |                            |                      |                      |
| Stadio dell'Education City                                | Stadio dell'Education City | Stadio Ahmed bin Ali | Stadio Ahmed bin Ali |
| Capienza: 45 350                                          | Capienza: 45 350           | Capienza: 44 740     | Capienza: 44 740     |
|                                                           |                            |                      |                      |

## Formula
Le 23 squadre partecipanti al torneo sono state ordinate in base al ranking FIFA dell'aprile 2021: le prime 9 classificate nel ranking FIFA hanno avuto accesso diretto alla fase finale della competizione, mentre le restanti 14 compagini sono state ammesse alla fase di qualificazione. Queste ultime hanno disputato un turno a eliminazione diretta, con partite di andata e ritorno, per determinare le 7 qualificate alla fase finale, che si sono aggiunte alle 9 già ammesse secondo il criterio del migliore posizionamento nel ranking FIFA.
La fase finale prevede una iniziale fase a gruppi, ciascuno dei quali composto da quattro squadre, con le prime due classificate di ogni girone qualificate alla fase a eliminazione diretta, che inizia dai quarti di finale e si conclude con la finale; è prevista anche la finale per il terzo posto.
Il Sudan del Sud si è ritirato dalla competizione prima della disputa del turno preliminare a causa dell'alto numero di contagi da COVID-19. 
L'Algeria e il Marocco partecipano alla competizione con una squadra composta solo da calciatori militanti nei campionati di paesi del mondo arabo.
In totale, fra tutte le rose del torneo, sono stati convocati solo 15 calciatori non militanti in campionati dei paesi del mondo arabo: 4 in Svezia, 2 in Inghilterra e uno a testa in Danimarca, Grecia, Indonesia, Malaysia, Paesi Bassi, Romania, Russia, Stati Uniti d'America e Thailandia.

## Squadre partecipanti
NOTA: Il numero tra parentesi indica la posizione nel ranking FIFA al momento del sorteggio.
| Ammesse alla fase finale | Ammesse alla fase di qualificazione |
| --- | --- |
| 1. Qatar (58) (ospitante) 2. Tunisia (26) 3. Algeria (33) 4. Marocco (34) 5. Egitto (46) 6. Arabia Saudita (65) 7. Iraq (68) 8. Emirati Arabi Uniti (73) 9. Siria (79) | 1. Oman (80) 2. Libano (93) 3. Giordania (95) 4. Bahrein (99) 5. Mauritania (101) 6. Palestina (104) 7. Libia (119) 8. Sudan (123) 9. Comore (131) 10. Yemen (145) 11. Kuwait (148) 12. Sudan del Sud (169) 13. Gibuti (183) 14. Somalia (197) |

## Sorteggio
Il sorteggio della fase a gruppi si è tenuto il 27 aprile 2021 al Katara Opera House di Doha.
Il Qatar è stato inserito al primo posto dell'Urna 1 perché nazionale del paese ospitante.
| Squadra | Pos. nel ranking FIFA |
| ------- | --------------------- |
| Qatar   | 58                    |
| Tunisia | 26                    |
| Algeria | 33                    |
| Marocco | 34                    |

| Squadra             | Pos. nel ranking FIFA |
| ------------------- | --------------------- |
| Egitto              | 46                    |
| Arabia Saudita      | 65                    |
| Iraq                | 68                    |
| Emirati Arabi Uniti | 73                    |

| Squadra                | Pos. nel ranking FIFA |
| ---------------------- | --------------------- |
| Siria                  | 79                    |
| Vincente preliminare 1 | N.D.                  |
| Vincente preliminare 2 | N.D.                  |
| Vincente preliminare 3 | N.D.                  |

| Squadra                | Pos. nel ranking FIFA |
| ---------------------- | --------------------- |
| Vincente preliminare 4 | N.D.                  |
| Vincente preliminare 5 | N.D.                  |
| Vincente preliminare 6 | N.D.                  |
| Vincente preliminare 7 | N.D.                  |

Risultato del sorteggio:
| Pos | Squadre |
| --- | ------- |
| A1  | Qatar   |
| A2  | Iraq    |
| A3  | Oman    |
| A4  | Bahrein |

| Pos | Squadre             |
| --- | ------------------- |
| B1  | Tunisia             |
| B2  | Emirati Arabi Uniti |
| B3  | Siria               |
| B4  | Mauritania          |

| Pos | Squadre        |
| --- | -------------- |
| C1  | Marocco        |
| C2  | Arabia Saudita |
| C3  | Giordania      |
| C4  | Palestina      |

| Pos | Squadre |
| --- | ------- |
| D1  | Algeria |
| D2  | Egitto  |
| D3  | Libano  |
| D4  | Sudan   |

## Fase finale

### Fase a gruppi

#### Gruppo A
| Pos. | Squadra | Pt | G | V | N | P | GF | GS | DR |
| ---- | ------- | -- | - | - | - | - | -- | -- | -- |
| 1.   | Qatar   | 9  | 3 | 3 | 0 | 0 | 6  | 1  | +5 |
| 2.   | Oman    | 4  | 3 | 1 | 1 | 1 | 5  | 3  | +2 |
| 3.   | Iraq    | 2  | 3 | 0 | 2 | 1 | 1  | 4  | −3 |
| 4.   | Bahrein | 1  | 3 | 0 | 1 | 2 | 0  | 4  | −4 |

| Arbitro: | Said Martínez |

|                          |           |                       |
| Abdulkareem 90+8’ (rig.) | Marcatori | 78’ (rig.) Al-Yahyaei |

| Arbitro: | Szymon Marciniak |

|           |           |  |
| Hatem 69’ | Marcatori |  |

| Doha 3 dicembre 2021, ore 13:00 UTC+3 | Bahrein       | 0 – 0 referto | Iraq | Stadio Al Thumama\| Arbitro: \| Janny Sikazwe \| |
| Arbitro:                              | Janny Sikazwe |               |      |                                                  |

| Arbitro: | Wilton Sampaio |

|              |           |                                     |
| Al-Hajri 74’ | Marcatori | 32’ (rig.) Afif 90+7’ (aut.) Durbin |

| Arbitro: | Ryuji Sato |

|                                        |           |  |
| Al-Alawi 41’ Al-Alawi 50’ Al-Hajri 59’ | Marcatori |  |

| Arbitro: | Bakary Gassama |

|                                  |           |  |
| Ali 82’ Afif 84’ Al-Haidos 90+3’ | Marcatori |  |

#### Gruppo B
| Pos. | Squadra             | Pt | G | V | N | P | GF | GS | DR |
| ---- | ------------------- | -- | - | - | - | - | -- | -- | -- |
| 1.   | Tunisia             | 6  | 3 | 2 | 0 | 1 | 6  | 3  | +3 |
| 2.   | Emirati Arabi Uniti | 6  | 3 | 2 | 0 | 1 | 3  | 2  | +1 |
| 3.   | Siria               | 3  | 3 | 1 | 0 | 2 | 4  | 4  | 0  |
| 4.   | Mauritania          | 3  | 3 | 1 | 0 | 2 | 3  | 7  | −4 |

| Arbitro: | Alireza Faghani |

|                                                   |           |                      |
| Jaziri 39’, 45+2’ Ben Larbi 42’, 51’ Msakni 90+1’ | Marcatori | 45+12’ (rig.) Bessam |

| Arbitro: | Janny Sikazwe |

|                    |           |               |
| Caio 24’ Saleh 30’ | Marcatori | 60’ Al Salama |

| Arbitro: | Andrés Matonte |

|  |           |               |
|  | Marcatori | 90+3’ Ibrahim |

| Arbitro: | Fernando Hernández |

|                       |           |  |
| Kass Kawo 4’ Anez 47’ | Marcatori |  |

| Arbitro: | Wilton Sampaio |

|              |           |                        |
| Al-Baher 52’ | Marcatori | 50’ Soueid 90+5’ Tanjy |

| Arbitro: | Daniel Siebert |

|            |           |  |
| Jaziri 10’ | Marcatori |  |

#### Gruppo C
| Pos. | Squadra        | Pt | G | V | N | P | GF | GS | DR |
| ---- | -------------- | -- | - | - | - | - | -- | -- | -- |
| 1.   | Marocco        | 9  | 3 | 3 | 0 | 0 | 9  | 0  | 9  |
| 2.   | Giordania      | 6  | 3 | 2 | 0 | 1 | 6  | 5  | 1  |
| 3.   | Arabia Saudita | 1  | 3 | 0 | 1 | 2 | 1  | 3  | −2 |
| 4.   | Palestina      | 1  | 3 | 0 | 1 | 2 | 2  | 10 | −8 |

| Arbitro: | Matthew Conger |

|                                             |           |  |
| Nahiri 31’ Hafidi 56’, 64’ Benoun 87’ (pen) | Marcatori |  |

| Arbitro: | Bakary Gassama |

|  |           |                       |
|  | Marcatori | 62’ (aut.) Al-Dawsari |

| Arbitro: | Facundo Tello |

|  |           |                                                     |
|  | Marcatori | 4’ Jabrane 25’ Benoun 45+3’ Chibi 88’ (rig.) Rahimi |

| Arbitro: | Said Martínez |

|              |           |               |
| Rashid 45+2’ | Marcatori | 81’ Al-Hamdan |

| Arbitro: | Andrés Matonte |

|                          |           |  |
| El Berkaoui 45+4’ (rig.) | Marcatori |  |

| Arbitro: | Alireza Faghani |

|                                                                         |           |           |
| Abdel-Rahman 9’ (rig.) Al-Dardour 24’ Al-Mardi 82’ Al-Naimat 86’, 90+1’ | Marcatori | 44’ Seyam |

#### Gruppo D
| Pos. | Squadra | Pt | G | V | N | P | GF | GS | DR  |
| ---- | ------- | -- | - | - | - | - | -- | -- | --- |
| 1.   | Egitto  | 7  | 3 | 2 | 1 | 0 | 7  | 1  | +6  |
| 2.   | Algeria | 7  | 3 | 2 | 1 | 0 | 7  | 1  | +6  |
| 3.   | Libano  | 3  | 3 | 1 | 0 | 2 | 1  | 3  | −2  |
| 4.   | Sudan   | 0  | 3 | 0 | 0 | 3 | 0  | 10 | −10 |

| Arbitro: | Ryuji Sato |

|                                             |           |  |
| Bounedjah 11’, 37’ Benlamri 43’ Soudani 46’ | Marcatori |  |

| Arbitro: | Daniel Siebert |

|                  |           |  |
| Afsha 71’ (rig.) | Marcatori |  |

| Arbitro: | Szymon Marciniak |

|  |           |                                  |
|  | Marcatori | 69’ (rig.) Brahimi 90+3’ Meziani |

| Arbitro: | Matthew Conger |

|  |           |                                                           |
|  | Marcatori | 4’ Refaat 13’ (rig.) Zizo 31’ Hamdy 57’ Faisal 78’ Sherif |

| Arbitro: | Facundo Tello |

|            |           |                      |
| Tougai 20’ | Marcatori | 60’ (rig.) El-Soleya |

| Arbitro: | Fernando Hernández |

|                      |           |  |
| Aboeshren 76’ (aut.) | Marcatori |  |

### Fase a eliminazione diretta

#### Tabellone
|  | Quarti di finale                         | Quarti di finale                |                          |             | Semifinali                | Semifinali                |  |  | Finale                   | Finale |
|  |                                          |                                 |                          |             |                           |                           |  |  |                          |        |
|  | 10 dicembre - Al Rayyan (Education City) |                                 |                          |             |                           |                           |  |  |                          |        |
|  |                                          |                                 |                          |             |                           |                           |  |  |                          |        |
|  | Tunisia                                  | 2                               |                          |             |                           |                           |  |  |                          |        |
|  | Tunisia                                  | 2                               | 15 dicembre - Doha (974) |             |                           |                           |  |  |                          |        |
|  | Oman                                     | 1                               |                          |             |                           |                           |  |  |                          |        |
|  | Oman                                     | 1                               | Tunisia                  | 1           |                           |                           |  |  |                          |        |
|  | 11 dicembre - Al Wakrah                  |                                 | Tunisia                  | 1           |                           |                           |  |  |                          |        |
|  |                                          | Egitto                          | 0                        |             |                           |                           |  |  |                          |        |
|  | Egitto (dts)                             | Egitto                          | 0                        | 3           |                           |                           |  |  |                          |        |
|  | Egitto (dts)                             |                                 | 18 dicembre - Al Khor    | 3           |                           |                           |  |  |                          |        |
|  | Giordania                                | 1                               |                          |             |                           |                           |  |  |                          |        |
|  | Giordania                                | 1                               | Tunisia                  | 0           |                           |                           |  |  |                          |        |
|  | 10 dicembre - Al Khor                    |                                 | Tunisia                  | 0           |                           |                           |  |  |                          |        |
|  |                                          | Algeria (dts)                   | 2                        |             |                           |                           |  |  |                          |        |
|  | Qatar                                    | Algeria (dts)                   | 2                        | 5           |                           |                           |  |  |                          |        |
|  | Qatar                                    | 15 dicembre - Doha (Al Thumama) |                          | 5           |                           |                           |  |  |                          |        |
|  | Emirati Arabi Uniti                      | 0                               |                          |             |                           |                           |  |  |                          |        |
|  | Emirati Arabi Uniti                      | 0                               | Qatar                    | 1           | Finale per il terzo posto | Finale per il terzo posto |  |  |                          |        |
|  | 11 dicembre - Doha (Al Thumama)          |                                 | Qatar                    | 1           | Finale per il terzo posto | Finale per il terzo posto |  |  |                          |        |
|  |                                          | Algeria                         | 2                        |             |                           |                           |  |  |                          |        |
|  | Marocco                                  | Algeria                         | 2                        | 2 (3)       | Egitto                    | 0 (4)                     |  |  |                          |        |
|  | Marocco                                  |                                 |                          | 2 (3)       | Egitto                    | 0 (4)                     |  |  |                          |        |
|  | Algeria (dtr)                            | 2 (5)                           |                          | Qatar (dtr) | 0 (5)                     |                           |  |  |                          |        |
|  | Algeria (dtr)                            | 2 (5)                           |                          |             | 0 (5)                     |                           |  |  |                          |        |
|  |                                          |                                 |                          |             |                           |                           |  |  | 18 dicembre - Doha (974) |        |
|  |                                          |                                 |                          |             |                           |                           |  |  |                          |        |

#### Quarti di finale
| Arbitro: | Daniel Siebert |

|                       |           |              |
| Jaziri 16’ Msakni 69’ | Marcatori | 66’ Al-Alawi |

| Arbitro: | Andrés Matonte |

|                                                                      |           |  |
| Salmeen 6’ (aut.) Ali 28’ (rig.), 45+3’ Khoukhi 36’ (rig.) Hatem 44’ | Marcatori |  |

| Arbitro: | Said Martínez |

|                                    |           |               |
| Hamdy 45+1’ Refaat 100’ Daoud 119’ | Marcatori | 12’ Al-Naimat |

| Arbitro: | Wilton Sampaio |

|                                   |                      |                                          |
| Nahiri 64’ Benoun 111’            | Marcatori            | 62’ (rig.) Brahimi 102’ Belaïli          |
| Rahimi Benoun Jabrane El Berkaoui | Tiri di rigore 3 – 5 | Belaïli Bendebka Bedrane Benayada Tougai |

#### Semifinali
| Arbitro: | Alireza Faghani |

|                       |           |  |
| El Solia 90+5’ (aut.) | Marcatori |  |

| Arbitro: | Szymon Marciniak |

|               |           |                             |
| Muntari 90+7’ | Marcatori | 59’ Benlamri 90+17’ Belaïli |

#### Finale 3º posto
| Arbitro: | Facundo Tello |

|                                            |                      |                                                 |
| Afsha El Solia Hegazy Fotouh Tawfik Sherif | Tiri di rigore 4 – 5 | Al-Haidos Khoukhi Hassan Alaaeldin Afif Boudiaf |

#### Finale
| Arbitro: | Daniel Siebert |

|  |           |                           |
|  | Marcatori | 99’ Sayoud 120+5’ Brahimi |